# 萨巴拉特
萨巴拉特（法語：Sabarat，法語發音：[sabaʁat]）是法国阿列日省的一个市镇，属于帕米耶区。

## 地名
该地名“Sabarat”发音为[sabaʁat]，末尾字母“t”发音，《世界地名翻译大辞典》与《世界地名译名词典》将其误译作“萨巴拉”。

## 地理
萨巴拉特（43°5'59"N, 1°23'20"E）面积9.5 平方千米，位于法国奧克西塔尼大區阿列日省，该省份为法国西南部内陆省份，西部和北部与上加龙省接壤，东临奥德省，东南至东比利牛斯省接壤，南与安道尔和西班牙接壤。
与萨巴拉特接壤的市镇（或旧市镇、城区）包括：阿里兹河畔莱博尔德、卡斯泰拉、加布尔、拉努、勒马斯达济勒、帕耶斯。
萨巴拉特的时区为UTC+01:00、UTC+02:00（夏令时）。

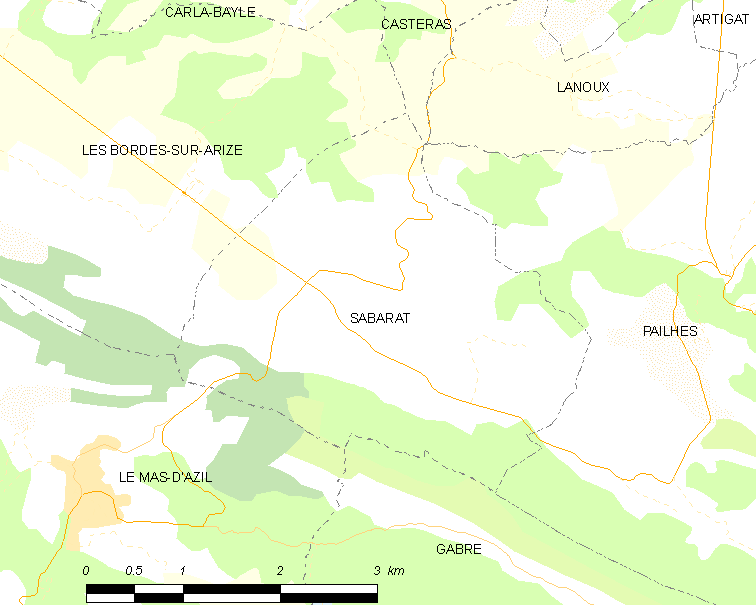
萨巴拉特的OSM定位图

## 行政
萨巴拉特的邮政编码为09350，INSEE市镇编码为09253。

## 政治
萨巴拉特所属的省级选区为阿里兹-莱兹县。

## 人口

1962-2008年间萨巴拉特人口变化图示

萨巴拉特于2022年1月1日时的人口数量为377人。